# Psorothamnus polydenius
Psorothamnus polydenius är en ärtväxtart som först beskrevs av Sereno Watson, och fick sitt nu gällande namn av Per Axel Rydberg. Psorothamnus polydenius ingår i släktet Psorothamnus och familjen ärtväxter.

## Underarter
Arten delas in i följande underarter:
- P. p. jonesii
- P. p. polydenius

## Bildgalleri

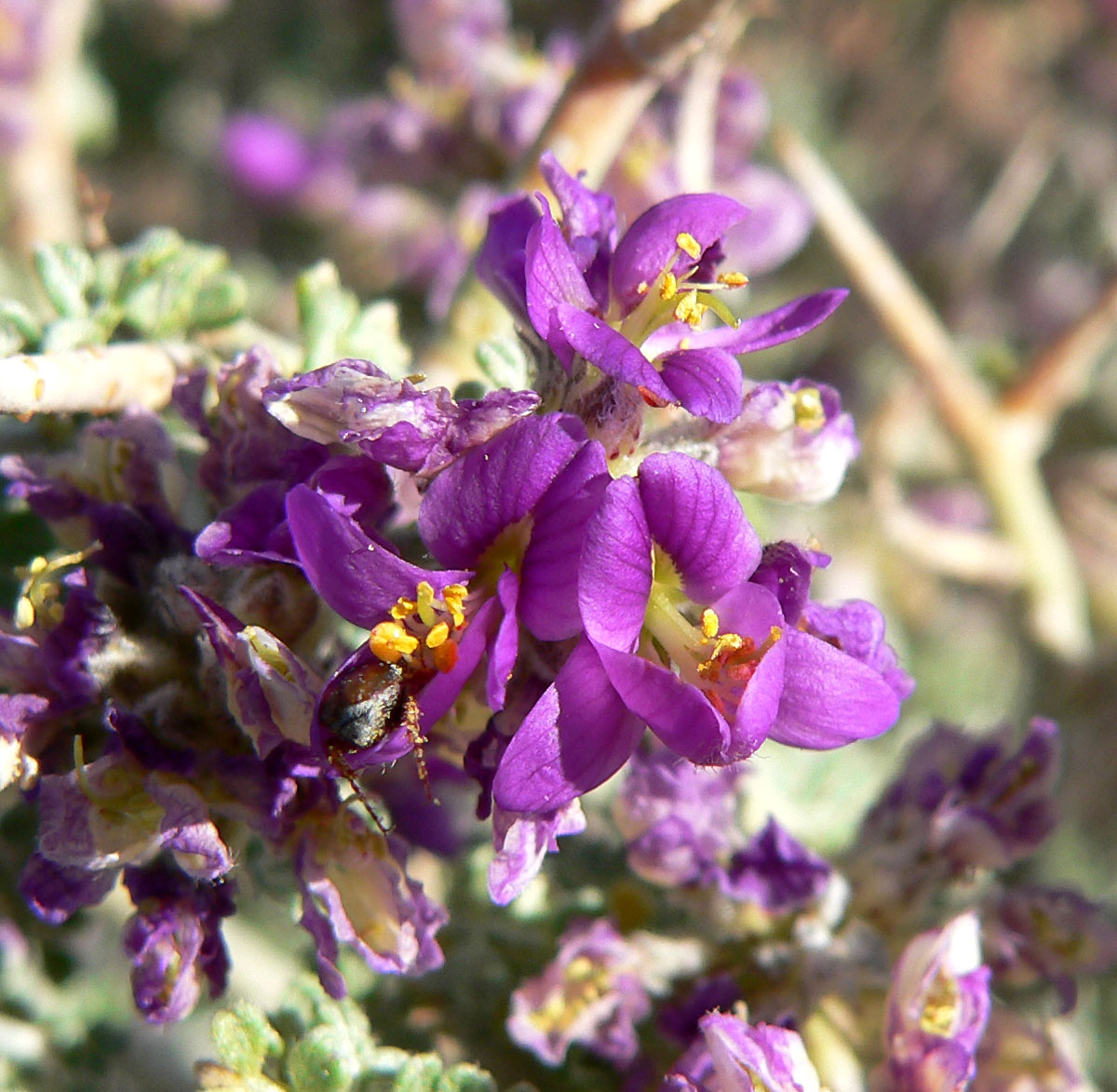
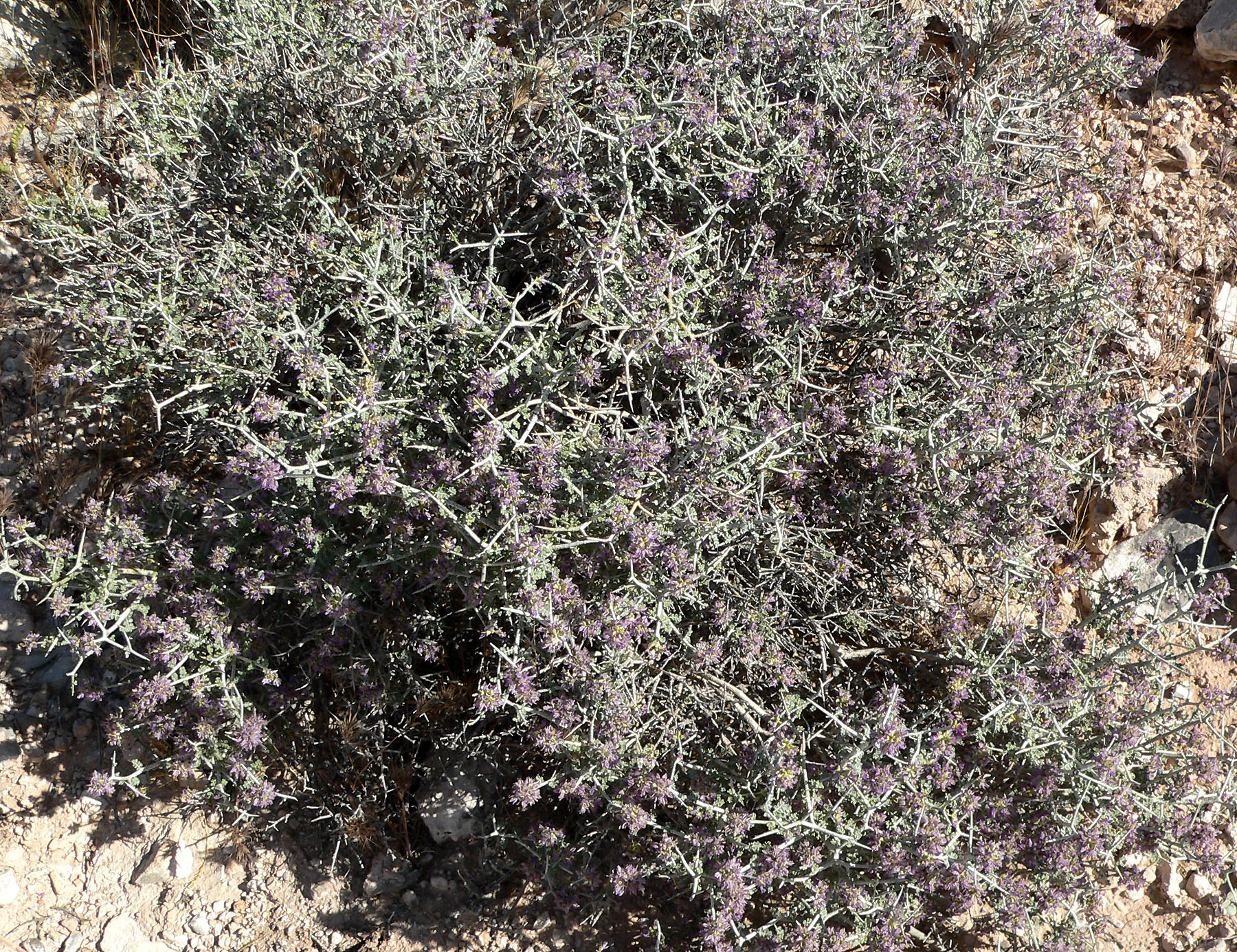
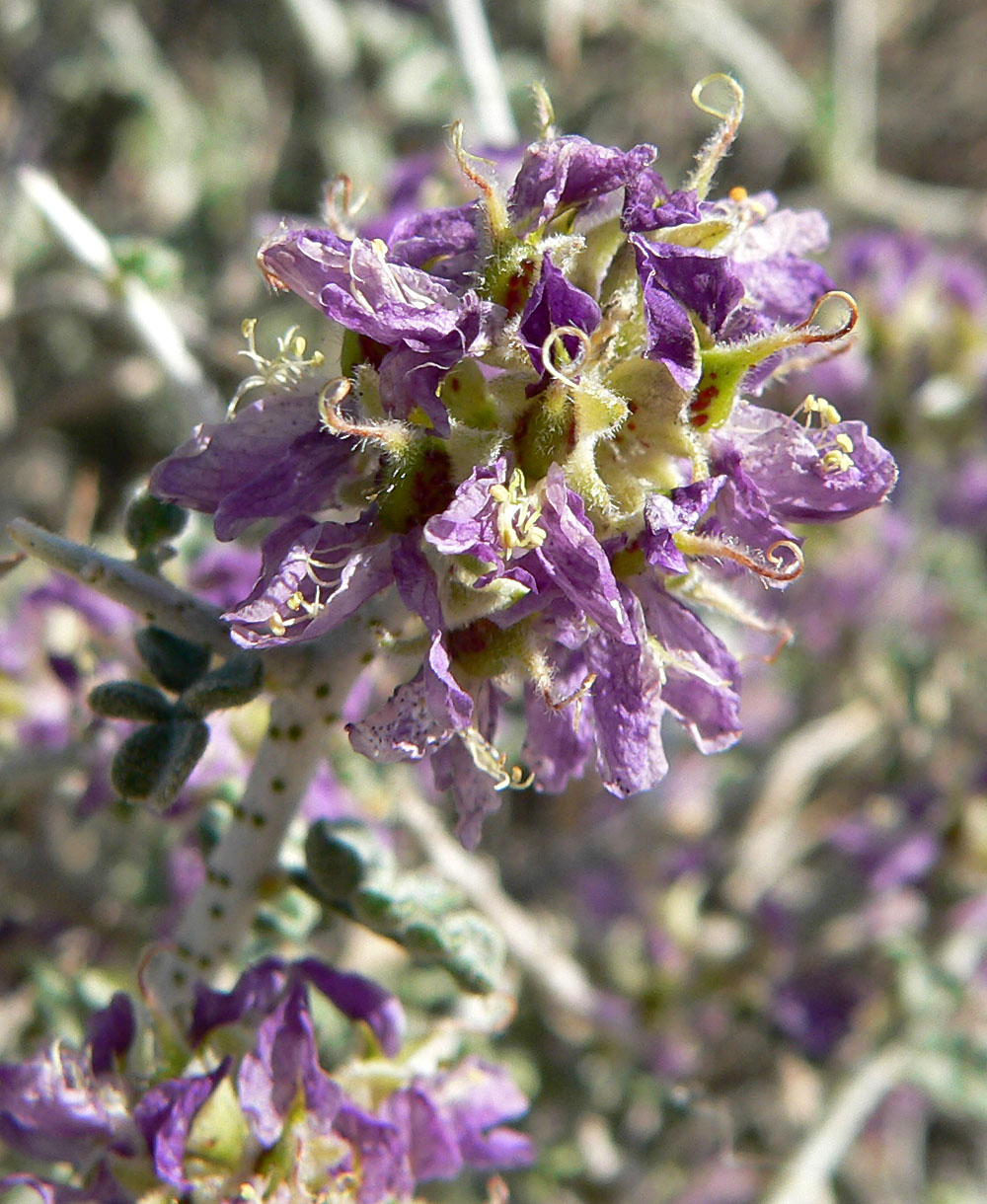
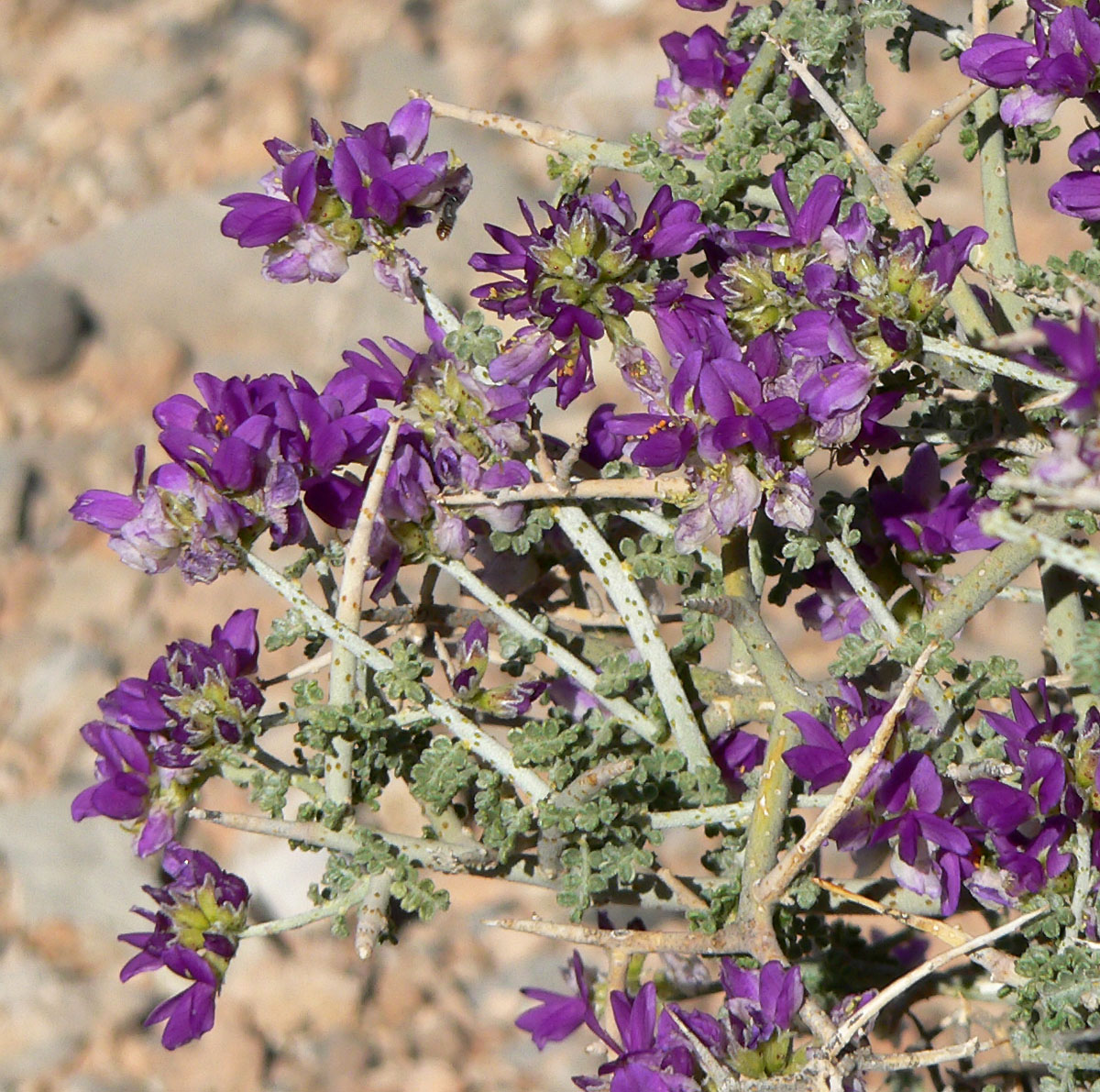
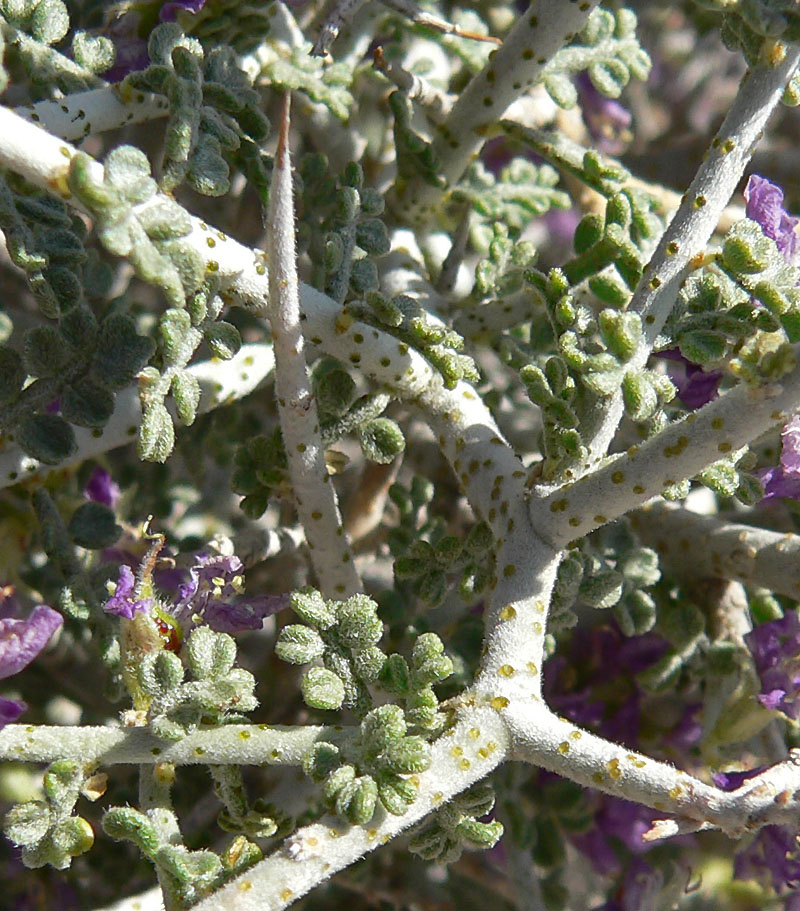
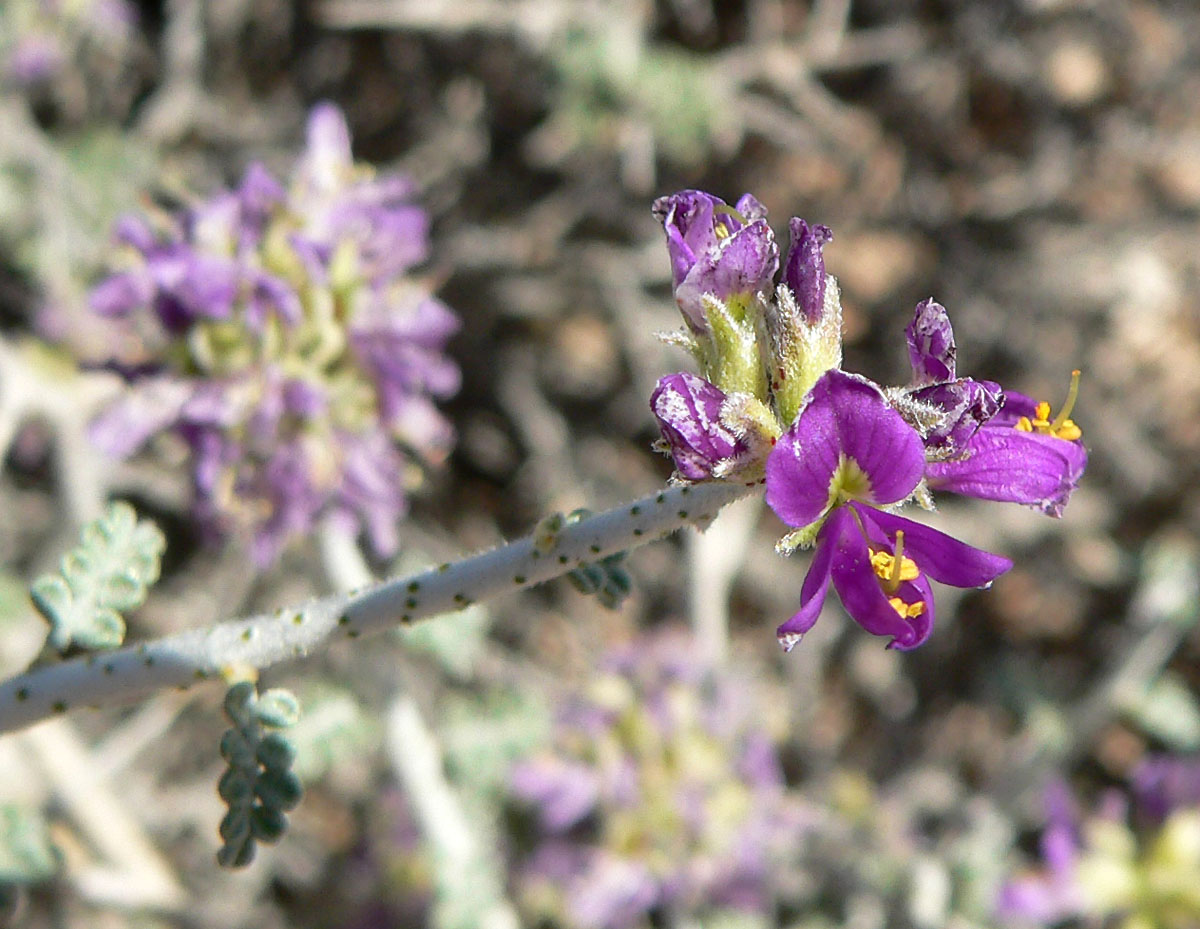